# Elisabethbühne
Die Elisabethbühne war zuerst ein Kellertheater in der Salzburger Elisabeth-Vorstadt und entwickelte sich zu Österreichs größtem freien Theater im Petersbrunnhof im Stadtteil Nonntal. In der Spielzeit 2004/2005 erfolgte die Umbenennung in Schauspielhaus Salzburg.

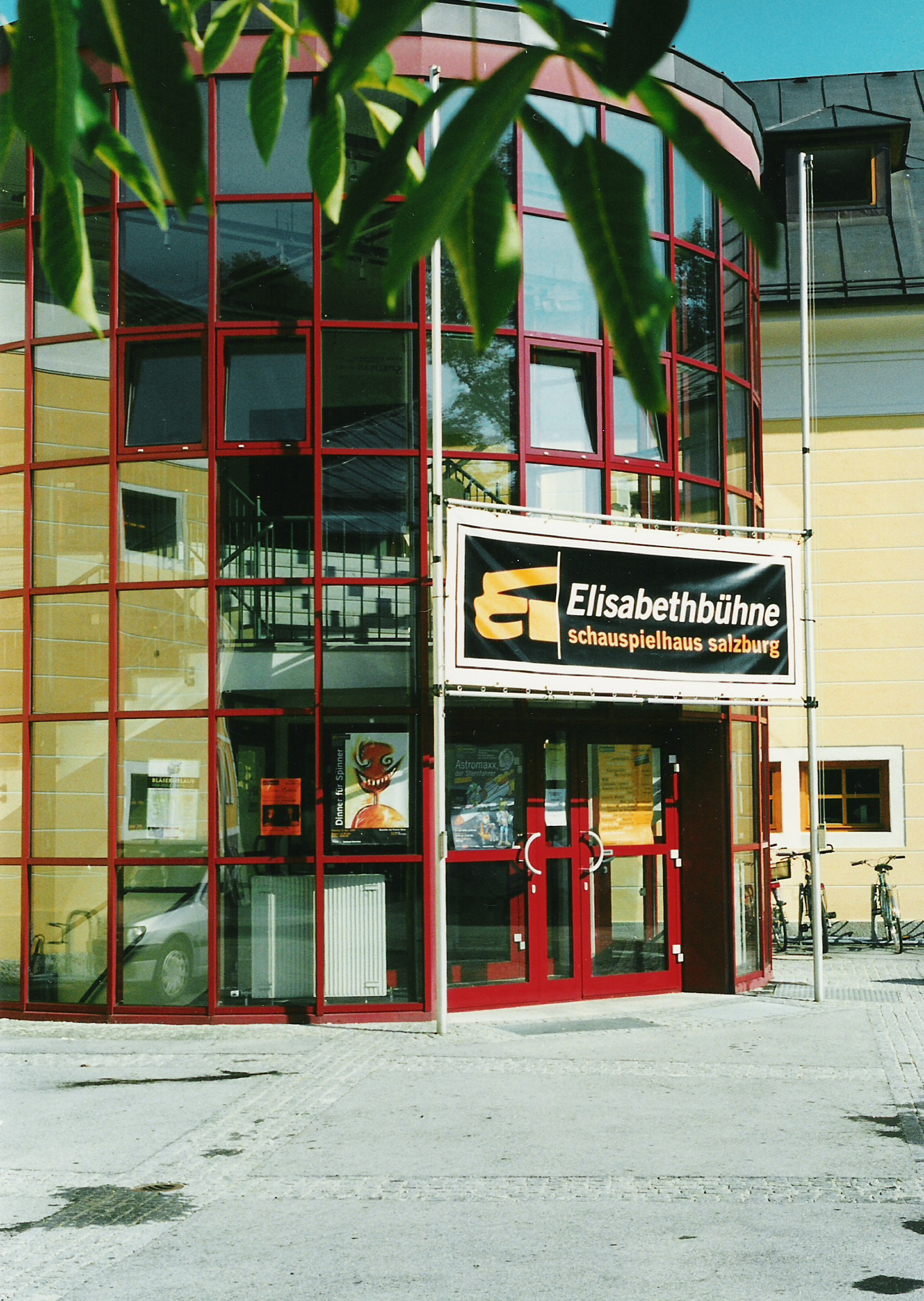
Elisabethbühne im Petersbrunnhof

## Geschichte der Elisabethbühne
Zur Vereinsgründung kommt es im Februar 1967. Das Gründungsteam besteht aus Pfarrer Franz Wesenauer, Georges Müller, Norbert Amanshauser, Gerda de Vries, Georg Bartik, Wolfgang Mayr. 1969–1971 verbindet sich die Truppe mit dem Regisseur Gerhard Zemann. Die kaufmännische Leitung obliegt Raimund Kranzer.
1973 übernimmt der Luxemburger Georges Ourth, Schauspieler und Regisseur am Salzburger Landestheater, die künstlerische Leitung.
Im Team sind Raimund Kranzer und Peter von Sabransky. In die Ära Ourths fällt die Professionalisierung des Ensembles. Die Elisabethbühne wird Ausbildungsstätte, um den eigenen Bedarf an Schauspielern abzudecken. Die künstlerische Entwicklung bleibt nicht aus, hingegen gibt es noch so gut wie keine Subventionen. In der Spielplangestaltung kann Ourth auf einen großen Fundus von in Salzburg weitgehend ungespielten Stücken der Klassik und Moderne zugreifen.
1976 prämiert das Bundesministerium für Unterricht und Kunst die Aufführung „Romulus der Große“ von Friedrich Dürrenmatt und 1977/1978 wird das Theater ins „Kleinbühnenkonzept“ integriert. Damit verbunden ist eine Förderung des Bundes, Stadt und Land ziehen gleich.
Ab 1980 ergänzen Arno Fischbacher (Technische Leitung) und Thomas Landl (Finanzen) das Leitungsteam.
1980 kommt es auch zur Gründung des Vereines der Freunde der Salzburger Elisabethbühne, der das Theater fortan ideell und finanziell unterstützt.
Das Modell Ourths behält 15 Jahre lang seine Gültigkeit: Schauspielstudenten werden sogleich in den Spielplan, zunächst in kleineren Aufgaben integriert und dann rasch individuell gefördert und besetzt.
- Bis 1980/1981 bringt das Theater jährlich vier Stücke zur Aufführung.
- 1981: 25-Jahre-Spielzeit „Stück für Stück Theater“. Im Zentrum steht das Hamlet-Projekt.
- 1981/1982 Eröffnung des Studios mit H. Müllers Hamletmaschine.
- 1982/1983 wird Renate Rustler-Ourth die kaufmännische Leitung übertragen. Zu dieser Zeit erfolgt mit „Der Turm“ von P. Weiss auch ihr Regiedebüt.

Durch die Verstärkung des Regieteams können jetzt sechs Stücke pro Spielzeit produziert werden.

## Die Elisabethbühne in der Ära Renate Ourth
Der Tod Georges Ourths im Mai 1988 ist für das Ensemble und das Theater ein tiefer Einschnitt. Renate Rustler-Ourth wird in die Künstlerische Leitung gewählt. Arno Fischbacher wechselt auf die Position des Kassiers, Reinhold Tritscher übernimmt die Technische Leitung.
Mit Ende der Spielzeit 1987/1988 wechselt Harald Krassnitzer ans Schauspielhaus Graz. Zur Qualifizierung des Ensembles setzt Rustler-Ourth vermehrt auf ausbildende Regisseure aus dem Osten.
- 1988/1989: erste Inszenierung von Robert Pienz: Der Untergang (Walter Jens)
- 1989 Gründungsmitglied des Dachverbandes Salzburger Kulturstätte
- 1990/1991 Folgeinszenierung von Yerma (Federico García Lorca) durch Gytis Padegimas.
- 1991/1992 Kooperation mit der Moskauer Kunsthochschule GITIS.
- 1992 Goodrichs Das Tagebuch der Anne Frank wird ans Grand Théatre Luxembourg eingeladen.
- 1992/1993 inszeniert Pjotr Fomenko, Tarelkins Tod oder Der Vampir von St. Petersburg (Alexander Suchowo-Kobylin).
- 1993/1994 gelingt eine weitere Zusammenarbeit mit Pjotr Fomenko: Molières Menschenfeind
- 1993/1994 Uraufführung Das Hausgeisterhaus in der Musik von Cosi Goehlert, von Peter Blaikner (I. Robin Telfer) Das Théatre des Capucins gastiert mit Balzacs Le Faiseur
- 1994/1995 vom Moskauer Theater Satyrikon mit „Der Pirat“, Regie Alexander Korschenkow. Die Übernahme des neuen Theaters im Petersbrunnhof steht bevor.

## Die Elisabethbühne im Petersbrunnhof – Eröffnungsphase
Im Mai 1995 wurde die neue Spielstätte mit einem Kindermusical von Peter Blaikner eröffnet. Um den Ortswechsel für das Publikum nachvollziehbar zu machen, nennt sich das Theater vorübergehend „Elisabethbühne im Petersbrunnhof“ und später „Elisabethbühne, schauspielhaus salzburg“. Im neuen Haus gibt es wieder zwei Spielstätten, das große Haus und das Studio. Es werden 9 bis 10 Produktionen jährlich angeboten. Eine besondere Stellung nimmt von jeher das Kindertheater ein.
1997 besteht das Theater eine große finanzielle Krise. Die rigide Subventionsvergabe hatte dazu geführt, sich in allzu riskante Geschäfte zu stürzen: Die erhofften Einnahmen aus einer, zu teuer produzierten, begebenen Kunst-Anleihe (Anleihe Kunst) blieben unter den Erwartungen, die Marketingmaßnahmen des Theaters waren überzogen und die in Selbstregie geführte Gastronomie musste mangels Professionalität Konkurs anmelden. Im Zuge der Krise wurde auch nach 103 Ausgaben das Elisabethbühne Magazin eingestellt. Das Theater bleibt auf einem Schuldenberg sitzen, der Subventionsgeber ist zur Entschuldung nicht bereit.
Es kommt zu einem Wechsel in der Leitung. Renate Ourth wird gesamtverantwortliche Direktorin, Harald Fröhlich wird Verwaltungsleiter (Kassier). Mit den Subventionsgebern (Stadt, Land, Bund) wird ein Fünfjahresplan verhandelt, innerhalb dessen die Schulden zurückgespart sein müssen.
Die Folgejahre lassen dem Theater wenig finanziellen Spielraum. Die chronische Geldnot wird jedoch gelindert durch die Partnerschaft mit der SKWB-Schoellerbank, die großzügigen Unterstützungen eines Mäzens und die Mittel des Vereins der Freunde der Salzburger Elisabethbühne.
Im Sommer 1998 spielen erstmals die Salzburger Festspiele in Coproduktion mit dem Schauspielhaus Hamburg an der EB Schauspielhaus Salzburg die Uraufführung des Textes „Er nicht als er“ von Elfriede Jelinek, in einer Inszenierung von Jossi Wieler.
- 1999 Die EB feiert ihr 40-jähriges Bestehen mit dem Fest „Zeitspuren“ und der 40-Jahre-Spielzeit:
- 2002/2003 Mit Maeterlincks Stück Pelléas und Mélisande verabschiedet sich R. Ourth von ihrem Theater.